# Defendente Sacchi
Defendente Sacchi (Siziano, 22 ottobre 1796 – Milano, 20 ottobre 1840) è stato un giornalista, filosofo e scrittore italiano.
La sua produzione fu molto abbondante e abbracciò i campi più diversi, dalla filosofia agli studi storici, alla letteratura, alla storia e critica d'arte, senza trascurare la scrittura di romanzi e novelle. A differenza di altri poligrafi del tempo la sua scrittura era basata su una solida formazione e un sapere quasi enciclopedico, per cui i suoi scritti, pur influenzati -soprattutto nella forma- dalle mode culturali del tempo, mantengono anche oggi un indubbio valore.

## Biografia

### Studi
Nato nei pressi della città universitaria di Pavia, in questa città condusse i suoi studi, che dapprincipio si indirizzarono soprattutto alla filosofia. Tra i suoi maestri vi fu Gian Domenico Romagnosi; fu corrispondente di Fauriel e di Melchiorre Gioia.

### Il breve matrimonio
Il 14 gennaio 1829 si sposò con Erminia Rossi, di Milano, e l'anno successivo la coppia si trasferì nel capoluogo lombardo, dove però ben presto la sposa morì di parto (il 12 aprile 1831), il che costituì per lui una perdita che lo afflisse per il resto dei suoi giorni. A riprova del grande affetto e dell'altrettanto grande dolore che egli nutrì per la moglie, oltre a ciò che scrive esplicitamente nella propria autobiografia (composta nel 1835), "Morì con la forza d'animo d'un filosofo, colla soavità d'un angelo …Io l'amo ancora come se fosse viva, e l'amo a segno che qualche momento mi pare di vederla e di parlarle…", si può rilevare un personaggio di un suo racconto del 1832, in cui è facile scorgere un ritratto della sua dolce Erminia, morta appena un anno prima: 
(Defendente SACCHI, Cose inutili, Milano, 1832, vol. 1)

### L'attività editoriale
Oltre ai romanzi ed alle monografie maggiori, innumerevoli sono gli articoli da lui pubblicati nelle più importanti riviste culturali del tempo: lo «Spettatore Italiano», la «Minerva Ticinese», gli «Annali universali di Statistica», la «Gazzetta Privilegiata di Milano», il «Pirata», il «Cosmorama pittorico», l'«Annotatore piemontese», la «Vespa», la «Farfalla», l'«Eco», «Il Barbiere di Siviglia», l'«Indicatore lombardo», il «Ricoglitore», la «Rivista Europea».
In particolare, dal 1835 fino alla morte fu direttore del «Cosmorama Pittorico»; inoltre era riconosciuto di fatto come l'animatore e il personaggio di spicco della «Gazzetta Privilegiata di Milano» (diretta da Angelo Lambertini).
La sua feconda attività e la sua facilità espositiva si spiegano anche col fatto che, per problemi fisici alla mano, era solito dettare i suoi testi.

### Ritratto
Un "Ritratto di Defendente Sacchi", opera di Pelagio Palagi, è conservato presso la Galleria d'Arte Moderna di Bologna. In esso l'autore ha alle spalle i volumi di quella che doveva essere la sua ricca biblioteca, a sottolineare l'attaccamento di Sacchi alle lettere e al sapere. L'immagine sembra confermare le impressioni sul suo aspetto fisico da parte di G.B. Cremonesi nell'introduzione ad una ristampa del 1841 di L'albero dei sospiri: "Era piccolo di persona e non bello di aspetto, benché i suoi lineamenti presentassero un non so che di piacevole nel tutt'insieme e di sereno" (p. XXVI).

### Gli ultimi anni
La sua ricca e documentata attività editoriale gli valse numerosi riconoscimenti (ad esempio, nel 1836 fu ammesso come socio nella "Reale Accademia delle Scienze di Torino"). Nel 1840, a coronamento dei suoi interessi artistici, istituì a Pavia una Civica Scuola di Pittura.
La sua prematura scomparsa venne imputata alla gracilità del fisico, spesso malato e provato da dolori, cui si aggiungevano le pene per la perdita della moglie e della figlia ("La natura gli aveva data un costituzione gracile; l'applicazione e più sventure l'indebolirono" ... "Tre anni e più fu egli travagliato da forti dolori" - Cremonesi 1841, p. XXI-XXIV)

## Opere
Nella molteplicità della sua produzione, si segnalano in particolare:
- La Storia della filosofia greca in 6 volumi;
- La Collezione dei Classici Metafisici pubblicata insieme al professore Rolla e all'avvocato Germani in 62 volumi;
- La Vita di Lorenzo Mascheroni, con la raccolta di alcuni suoi scritti inediti;
- Il romanzo storico I Lambertazzi e i Geremei, (di cui vennero fatte diverse edizioni);
- L'altro romanzo di successo, La pianta dei sospiri (due edizioni; tradotta anche in francese)
- Le Antichità romantiche d'Italia, in due volumi, (cui collaborò anche il cugino Giuseppe Sacchi);
- La traduzione del Diritto pubblico universale, o sia Diritto di Natura e delle Genti di Giovanni Maria Lampredi (voll. 8-12 della "Biblioteca Scelta di opere tradotte dal latino")
- I Saggi su gli Uomini Utili e Benefattori del Genere Umano (voll. 417-418 della stessa "Biblioteca scelta")

I suoi biografi ricordano anche che egli si riproponeva di pubblicare un lavoro di grande respiro dal titolo I voti dell'Italia, il cui manoscritto però avrebbe egli stesso dato alle fiamme.

### Edizioni
- Defendente Sacchi, Storia della filosofia greca, Pavia, Capelli, 1818 - 6 voll.
- Defendente Sacchi, Elogio di Condillac, Pavia, Bizzoni, 1819
- Defendente Sacchi, Della filosofia di Socrate (dissertazione), Pavia, Bizzoni, 1820
- Defendente Sacchi, I trovatori e le galanterie nel Medio evo, Milano, Ripamonti Carpano, 1820
- Defendente Sacchi, Oriele o Lettere di due amanti, Pavia, Bizzoni, 1822 (rist. Milano, Borroni e Scotti 1851; Genova, Dario Rossi 1851)
- Lorenzo Mascheroni, Poesie edite ed inedite ... Raccolte e pubblicate per cura di Defendente Sacchi, Pavia, Bizzoni, 1823
- Defendente Sacchi, La pianta dei sospiri (romanzo), Lodi, Orcesi, 1824; 2ª ed. Milano, Silvestri, 1841 facsimile del testo online dalla Biblioteca Braidense
  - (FR)  Defendente Sacchi, Marcellina, ou l'Arbre des soupirs, roman de Defendente Sacchi, traduit de l'italien, par M. Camille de Lagracinière, Paris, C. Béchet, 1827
- Defendente Sacchi, Geltrude. Romanzo italiano con note storiche, Milano, Bettoni, 1825
- Diritto pubblico universale di Gio. Maria Lampredi volgarizzato da Defendente Sacchi, Milano, Silvestri, 1828
- Defendente Sacchi e Giuseppe Sacchi, "I fregi simbolici di San Michele in Pavia", Antichita romaniche d'Italia, v. 1., 1828
- Defendente Sacchi e Giuseppe Sacchi, Antichità romantiche d'Italia epoca prima -seconda, Milano, Stella, 1828-1829 - 2 v.
- Defendente Sacchi e Giuseppe Sacchi, Della condizione economica, morale e politica degli italiani nei bassi tempi. Saggio primo intorno all'architettura simbolica, civile e militare, usata in Italia nei secoli 6°, 7° e 8° e intorno all'origine de' Longobardi, alla loro dominazione in Italia, alla divisione dei due popoli ed ai loro usi, culto e costumi, Milano, Stella, 1828
- Defendente Sacchi, Della condizione economica, morale e politica degli Italiani ne' tempi municipali. Sulle feste, e sull'origine, stato e decadenza de' municipii italiani nel Medioevo. Saggi due, Milano, Stella, 1829
- Defendente Sacchi, Della condizione, economica, morale e politica degli Italiani nei tempi Municipali, Annali universali di statistica economia pubblica, storia, viaggi e commercio (1830 giu, Serie 1, Volume 24, Fascicolo 71 e 72)
- Defendente Sacchi, Intorno all'indole della letteratura italiana nel sec. XIX, ossia della letteratura civile, con un'appendice intorno alla poesia eroica, sacra e alle belle arti. Saggio, Pavia, Luigi Landoni, 1830
- Defendente Sacchi e Giuseppe Sacchi, Intorno alle dighe marmoree o murazzi alla laguna di Venezia ed alla istituzione del porto franco, Milano, Editori degli Annali Universali delle Scienze e dell'Industria, 1830
- Defendente Sacchi, Miscellanea di lettere ed arti, Pavia, Bizzoni, 1830
- Defendente Sacchi, I Lambertazzi e i Geremei o le fazioni di Bologna nel secolo 13° : cronaca di un trovatore, Milano, Stella, 1830
- L'arca di Sant'Agostino : monumento in marmo del secolo 14. ora esistente nella chiesa cattedrale di Pavia, colle illustrazioni di Defendente Sacchi, Pavia, Fusi e C., 1832
- Defendente Sacchi, Varietà letterarie, o Saggi intorno alle costumanze, alle arti, agli uomini e alle donne illustri d'Italia del secolo presente, Milano, Stella, 1832
- Defendente Sacchi, A Cesare Cantu : intorno alla pasta, alla smania musicale del secolo, a Volta e a' progetti pel monumento da erigersegli in Como ed a qualche buona o cattiva moda della capitale: lettera inutile, Milano, Stella, 1832
- Defendente Sacchi, Cose inutili, Milano, Visaj, 1832
- Defendente Sacchi, Teodote : storia del secolo VIII, Milano, Nervetti, 1832)
- Defendente Sacchi, Le belle arti in Milano nell'anno 1832, Nuovo Raccoglitore nº 93 (settembre 1832)
- Defendente Sacchi, "Nuove questioni sull'architettura rituale in relazione alle opinioni del conte Cordero di San Quintino e dell'avvocato Robolini", in Annali Universali di Statistica, gen. 1832
- Defendente Sacchi e Giuseppe Sacchi, Le arti e l'industria in Lombardia nel 1832, Milano, Visaj, 1833
- Leopoldo Cicognara, Del bello: ragionamenti (con le notizie su la vita e le opere dell'autore compilate da Defendente Sacchi), Milano, Silvestri, 1834
- Defendente Sacchi, Instituti di beneficenza a Torino (relazione), Milano, a Società degli editori degli annali universali delle scienze e dell'industria, 1835 - 54 p.
- Lezioni d'un parroco sul cholera pubblicate da Defendente Sacchi, Milano, Bravetta, 1836
- Defendente Sacchi (a cura di), Gli asili dell'infanzia: loro utilità ed ordinamento. Memorie popolari italiane e tradotte, Milano, Manini, 1836
- Defendente Sacchi, Novelle e racconti, Milano, Manini, 1836, 2 v. testo in pdf
- L' Arco della Pace a Milano descritto e illustrato da Defendente Sacchi ... e pubblicato per la fausta inaugurazione fatta da S.M.I.R.A. Ferdinando 1, Milano, Manini, 1838
- Defendente Sacchi, Bernardino Luino, Cosmorama pittorico n. 23 (1838) p. 178-182
- Defendente Sacchi, Le streghe. Dono del folletto alle signore, Milano, Manini, 1839
- Defendente Sacchi, Uomini utili e benefattori del genere umano (saggi), Milano, Silvestri, 1840, 2 v.
- Defendente Sacchi, Amori e vicende dei quattro sommi poeti italiani: Dante, Petrarca, Ariosto e Tasso. Studi storici-biografici, Milano, Vallardi, s. a.